# Diferi-transferin reduktaza
Diferi-transferin reduktaza (EC 1.16.1.2, diferi transferin reduktaza, NADH diferi transferin reduktaza, transferinska reduktaza) je enzim sa sistematskim imenom transferin(Fe(II))2:NAD+ oksidoreduktaza. Ovaj enzim katalizuje sledeću hemijsku reakciju
transferin[Fe(II)] + + + + {\displaystyle \rightleftharpoons } transferin[Fe(III)] + NADH

## Literatura
- Nicholas C. Price; Lewis Stevens (1999). Fundamentals of Enzymology: The Cell and Molecular Biology of Catalytic Proteins (Third изд.). USA: Oxford University Press. ISBN 019850229X.
- Eric J. Toone (2006). Advances in Enzymology and Related Areas of Molecular Biology, Protein Evolution (Volume 75 изд.). Wiley-Interscience. ISBN 0471205036.
- Branden C; Tooze J. Introduction to Protein Structure. New York, NY: Garland Publishing. ISBN 0-8153-2305-0.
- Irwin H. Segel. Enzyme Kinetics: Behavior and Analysis of Rapid Equilibrium and Steady-State Enzyme Systems (Book 44 изд.). Wiley Classics Library. ISBN 0471303097.

## Spoljašnje veze
- Diferric-transferrin+reductase на 